# Baloghjkaszabia baloghi
Baloghjkaszabia baloghi es una especie de arácnido del orden Mesostigmata de la familia Uropodidae.

## Distribución geográfica
Se encuentra en Brasil.